# Лаук, Герхард
Герхард (Гэри) Рекс Лаук (англ. Gerhard Rex Lauck; род. 12 мая 1953; Милуоки) — американский политический деятель и публицист неонацистского толка, пропагандист данного вида идей. Основатель и лидер поствоенной НСДАП/АО. 

## Биография
Родился 12 мая 1953 года в Милуоки. Семья имела немецкое происхождение.
В школьные годы увлёкся неонацистскими идеями. С начала 70-х годов активный участник неонацистского движения. Основал в 1972 году партию NSDAP-Aufbauorganisation (англ. NSDAP Development and Foreign Organization; НСДАП/АО, Зарубежная организация национал‑социалистической немецкой рабочей партии), наследовавшей название у особой структурная единицы НСДАП за рубежом. Организация занимается распространением неонацистских материалов в ряде стран на более чем десяти языках.
Лаук, в частности, считался самым крупным распространителем данных материалов в Германии, по мнению Бодо Бекера, пресс‑секретаря Федеральной службы защиты конституции Германии, специально созданной с целью наблюдения за неонацистской деятельностью. В марте 1995 года отдел Интерпола в Гамбурге выдал ордер на его арест, в результате чего он был задержан в Дании 20 марта 1995 года по обвинению в 36 случаях нарушения закона ФРГ. Передан в ФРГ, где он был осуждён на 4 года заключения. 19 марта 1999 года был освобождён, после чего вернулся в США.
Продолжил свою неонацистскую деятельность, занимаясь распространением идей и материалов в интернете и издавая тематическую литературу. Зарабатывал также на распространении литературы с отрицанием Холокоста
На данный момент[когда?] отошёл от активной деятельности, однако деятельность самой НСДАП/АО продолжается.
Также известен под прозвищем «фюрер со Среднего Запада».